# 东辽县
东辽县位于中国吉林省南部，是辽源市下辖的一个县。縣政府駐白泉鎮東遼大街28號。

## 历史
清光绪二十二年（1896年）移民开垦。光绪二十八年（1902年）建西安县。1948年1月1日成立西安市，西安县城区和矿区划归西安市管辖。
因与陕西西安重名，1956年8月1日西安县改名为东辽县，以东辽河发源于境内得名。 
1959年3月23日（第一次）撤销东辽县建制，县域并入辽源市。
1969年5月14日（第二次）撤销东辽县建制，县域并入辽源市。1976年2月1日恢复东辽县建制，隶属四平地区。
1980年3月1日（第三次）撤销东辽县建制，县域并入辽源市。1983年10月21日第四次从辽源市分设恢复东辽县建制，隶属辽源市管辖。
1985年11月16日县城驻地迁至白泉镇。

## 人口
根據第七次全國人口普查數據，截至2020年11月1日零時，東遼縣常住人口為226185人。

## 行政区划
东辽县下辖9个镇、4个乡：
白泉镇、渭津镇、安石镇、辽河源镇、泉太镇、建安镇、安恕镇、平岗镇、云顶镇、凌云乡、甲山乡、足民乡和金洲乡。

## 交通
303国道、 229国道、 集双高速过境。